# Alte Dorfschule Löhsten
Die Alte Dorfschule ist ein Baudenkmal im Ortsteil Löhsten der Kreisstadt Herzberg (Elster) im südbrandenburgischen Landkreis Elbe-Elster.
Sie steht gegenüber der Löhstener Dorfkirche. Im örtlichen Denkmalverzeichnis ist der Gebäudeensemble unter der Erfassungsnummer 09135559 verzeichnet.
Datiert wird die einstige Schule auf das Jahr 1852. Dabei handelt es sich um einen eingeschossigen, giebelständigen Ziegelbau mit einem Satteldach. Auf dem Dach des Gebäudes befindet sich eine Fledermausgaube, der Sockel wurde aus Feldstein erstellt. Im Haus befinden sich unter anderem die einstige Lehrerwohnung und ein ehemaliger großer Klassenraum. Ebenfalls unter Denkmalschutz steht das dazugehörige Wirtschaftsgebäude. Der unter anderem mit Waschküche, Schülertoiletten und Kleintierstall ausgestattete Sichtziegelbau wurde im Jahre 1862 errichtet.